# Thánh Gióng

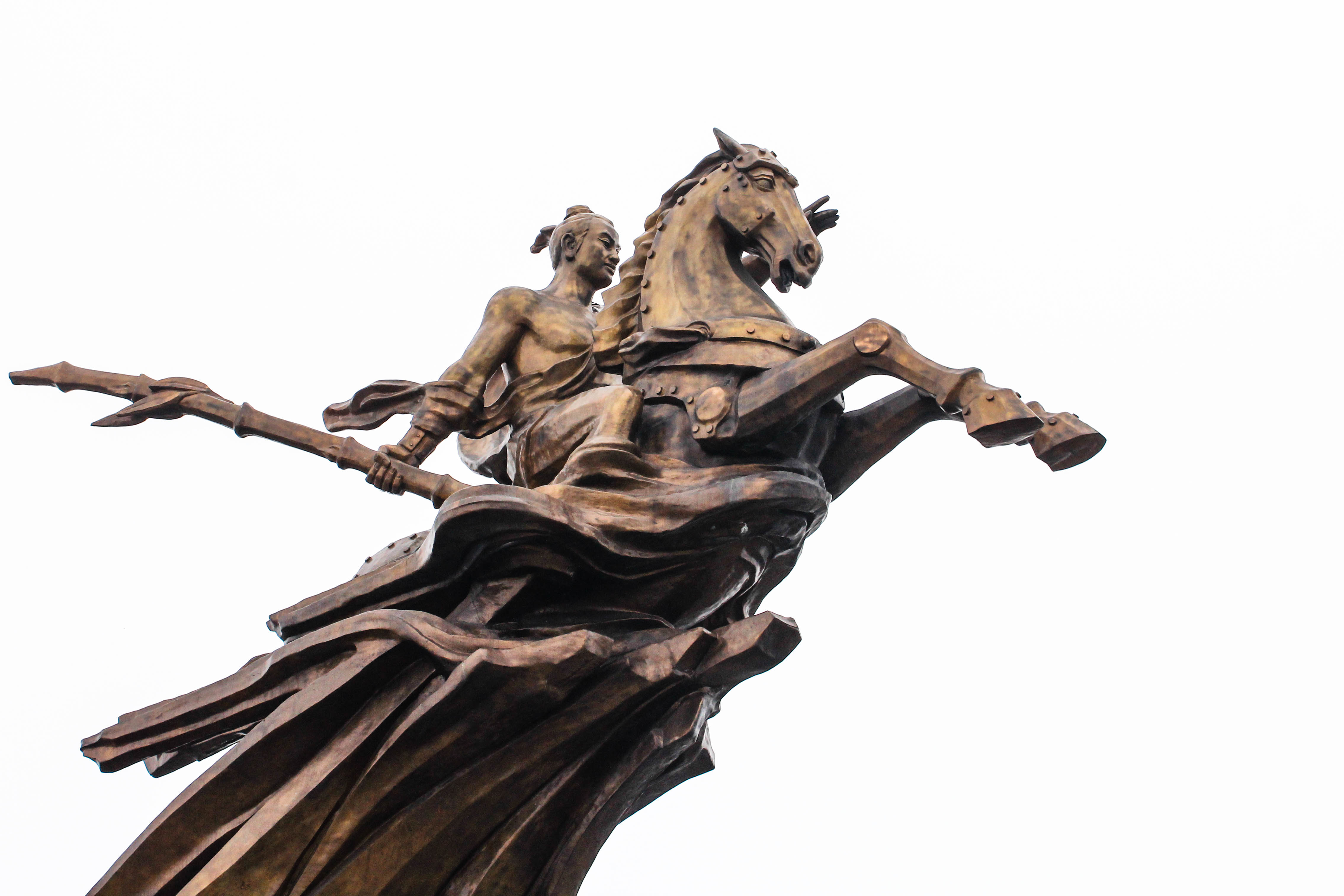
Die Statue von Thánh Gióng auf der Spitze des Berges Sóc, Sóc Sơn, Hanoi

Thánh Gióng (chữ Nôm: 聖揀), auch bekannt als Phù Đổng Thiên Vương (chữ Hán: 扶董天王, Himmlischer König von Phù Đổng), Sóc Thiên Vương (chữ Hán: 朔天王) und Xung Thiên Thần Vương (冲天神王, Göttlicher König des Himmels) ist ein mythischer Volksheld der vietnamesischen Geschichte und einer der Vier Unsterblichen. Der Legende nach war Gióng ein dreijähriger Junge, der zu einem Erwachsenen wuchs, danach auf einem eisernen Pferd ritt und am Schluss die Invasoren besiegte. Er gilt als Symbol für den Geist der Bekämpfung ausländischer Invasoren und die Stärke der Jugend. Deshalb wird er auch als Ikone des vietnamesischen Volkes verehrt. Einige Forscher glauben, dass er die vietnamesische Version von Bishamon ist.
Heute erscheint Thánh Gióng zusammen mit anderen legendären Figuren aus der vietnamesischen Geschichte wie Kinh Dương Vương, Âu Cơ, Sơn Tinh und Thủy Tinh in den Schultexten. Eines der Feste ihm zu Ehren ist das Phù-Đổng-Gióng-Fest, das vom siebten bis neunten Tag des vierten Monats des Mondkalenders im Tempel (Đền) von Phù Đổng in Hanois Stadtbezirk Gia Lâm begangen wird.

## Versionen der Thánh Gióng-Legende
Es gibt viele Versionen der Thánh Gióng-Legende, aber allgemein haben alle die gleiche Handlung: "Es gab einmal ein furchterregender Feind. Der König schickte seine Männer auf die Suche nach einer talentierten Person, um den Feind zu besiegen. Im Dorf Phù Đổng gab es ein Kind, das zwar drei Jahre alt war, aber weder sprechen noch krabbeln konnte. Aber sobald er hörte, dass der König nach talentierten Personen suchte, begann er zu sprechen. Dann schloss er sich der Armee an, bat den König um ein eisernes Schwert und ein eisernes Pferd und besiegte den Feind schließlich. Nachdem der Frieden wiederhergestellt war, ritt er zum Himmel."

### Việt điện u linh tập
In Việt điện u linh tập ist Thánh Gióng als Sóc Thiên Vương (chữ Hán: 朔天王) bekannt. In dieser Version wird weder angegeben, wann die Geschichte spielt, noch wer der Feind war. Es heißt, dass es früher einen Feind im Land gab und der König seinen Abgesandten befahl, jemanden zu finden, der den Feind besiegen konnte. Der Himmlische König (vietnamesisch Thiên Vương, wie Thánh Gióng in der Geschichte genannt wird) war zu dieser Zeit ein Baby. Als er die Nachricht hörte, sagte er seiner Mutter, sie solle viel Essen für ihn vorbereiten. Einige Monate später wuchs er zu einem großen Mann heran und trat der Armee bei. Der Abgesandte brachte ihn in die Hauptstadt. Der König war sehr glücklich und fragte ihn: „Was willst du?“, worauf der himmlische König antwortete: „Bitte gib mir ein langes Schwert und ein eisernes Pferd.“ Der König akzeptierte. Der himmlische König zog sein Schwert und ritt auf seinem Pferd in die Schlacht. Nachdem er den Feind besiegt und den Frieden im Land wiederhergestellt hatte, ritt er mit seinem Pferd zum Berg Vệ Linh, kletterte auf einen Banyanbaum und flog davon. Die Menschen errichteten einen Tempel, um ihn anzubeten. Die Lý-Dynastie errichtete auch im Dorf Cảo Hương in der Nähe des Westsees einen an ihm gewidmeten Tempel.

### Lĩnh Nam chích quái (Auswahl an seltsamen Geschichten aus Lĩnh Nam)
Zu Zeiten des Hùng-Königs war das Land friedlich. Der König von Ân plante eine Invasion unter dem Vorwand, der Hùng-König für die Nichtzahlung von Tributen zu bestrafen. Der Hùng-König fragte seine Männer nach einer Möglichkeit, gegen diese Invasion zu wehren. Einer von ihnen sagte: „Warum bitten wir nicht den Drachenkönig, für uns gegen sie zu kämpfen?“. Der König hielt ein langes Gebet. Plötzlich regnete es heftig und ein alter Mann erschien. Der König hielt den Mann für ungewöhnlich und fragte ihn, wie er den Eindringling bekämpfen könne. Der alte Mann sagte voraus, dass der Feind in drei Jahren einmarschieren werde, und um sich zu wehren, müsse der König „Waffen schmieden, Soldaten ausbilden und Talente im Land finden. Wer den Feind besiegt, wird mit Land und Titeln belohnt.“ Der alte Mann flog davon und der König erkannte, dass er der Drachenkönig war.
Drei Jahre später, als die Ân-Armee einmarschierte, folgte der Hùng-König dem Rat des Drachenkönigs und suchte nach einem talentierten Mann. Im Dorf Phù Đổng gibt es einen 60-jährigen reichen Mann, der einen Sohn hatte. Dieses Kind war bereits 3 Jahre alt, konnte jedoch weder sprechen noch sitzen. Als ein Bote des Königs in seinem Dorf ankam, sagte seine Mutter scherzhaft: „Ich habe dieses Kind zur Welt gebracht, das nur essen kann, aber nicht weiß, wie man den Feind bekämpft, um die Belohnung zu erhalten und es seinen Eltern zurückzuzahlen.“ Das Kind sprach plötzlich: „Mama, lade den Boten ein, um zu sehen, was er zu sagen hat.“ Der Bote kam und fragte das Kind, was es wollte. Das Kind antwortete: „Sagen Sie dem König, er solle ein 1,8 Meter hohes eisernes Pferd, ein 70 Zentimeter langes Eisenschwert und einen eisernen Helm schmieden.“ Das Kind wuchs dann sehr schnell heran. Als die Armee am Berg Trâu ankam, stand das Kind, jetzt ein zehn Meter großer Mann, auf. Er zog sein Schwert und schrie: „Ich bin ein General des Himmels“. Dann trug er seinen Helm, ritt auf seinem Pferd und griff den Feind an. Der Feind wurde besiegt und der König von Ân wurde getötet. Der Mann ging zum Berg Sóc und flog mit seinem Pferd davon. Danach nannte der Hùng-König den "himmlischen König von Phù Đổng" (chữ Hán: 扶董天王, vietnamesisch Phù Đổng Thiên Vương). Seitdem wagte die Ân-Dynastie nicht mehr, in das Land des Hùng-Königs einzudringen, und das umliegende Land respektierte ihn mehr. Die Lý-Dynastie nannte ihn Xung Thiên Thần Vương (chữ Hán: 冲天神王).

### Đại Việt sử ký toàn thư (Vollständiges Buch zur Geschichte Đại Việts)
Zur Zeit des 6. Hùng-Königs gab es einen reichen Mann im Dorf Phù Đổng, Bezirk Vũ Ninh, der einen Sohn zur Welt brachte. Das Kind war drei Jahre alt, konnte aber weder sprechen noch lachen. Als im Land ein Notfall gab, befahl der König, jemanden zu finden, der den Feind besiegen konnte. An diesem Tag sprach das Kind plötzlich, indem er seine Mutter aufforderte, den Abgesandten einzuladen, und sagte anschließend: „Ich möchte ein Schwert und ein Pferd und der König braucht sich keine Sorgen zu machen.“ Das kleine Kind ritt auf seinem Pferd an der Spitze und die Soldaten folgten ihm hinter. Sie besiegten den Feind am Berg Vũ Ninh. Der Feind rief Thánh Gióng, um sich zu ergeben. Das Kind ritt auf seinem Pferd in den Himmel und ging davon. Am Schluss befahl der (6. Hùng-)König, Gióngs Haus in einen Tempel umzubauen und verehrte ihn.

### Gesammelte Version von Nguyễn Đổng Chi
Die gesammelte Version der Thánh Gióng-Legende von Nguyễn Đổng Chi ist heutzutage die bekannteste Version dieser Legende. Es ähnelt der Version von Lĩnh Nam chích quái, allerdings hat Phù Đổng Thiên Vương in dieser Version einen Namen, Gióng. Anstelle eines reichen Mannes war seine Mutter eine alte Frau, die allein lebte und schwanger wurde, nachdem sie auf einen riesigen Fußabdruck getreten war, der ihr Feld zertrampelte. Es gibt auch mehr Dialoge und Details wie zum Beispiel: Das Pferd in dieser Version konnte Feuer spucken, die Schwerter und Rüstungen waren so schwer, dass nur Gióng sie tragen konnte. Gióngs Schwert zerbrach während der Schlacht und er musste stattdessen Bambusstangen verwenden.

## Phù-Đổng-Gióng-Fest

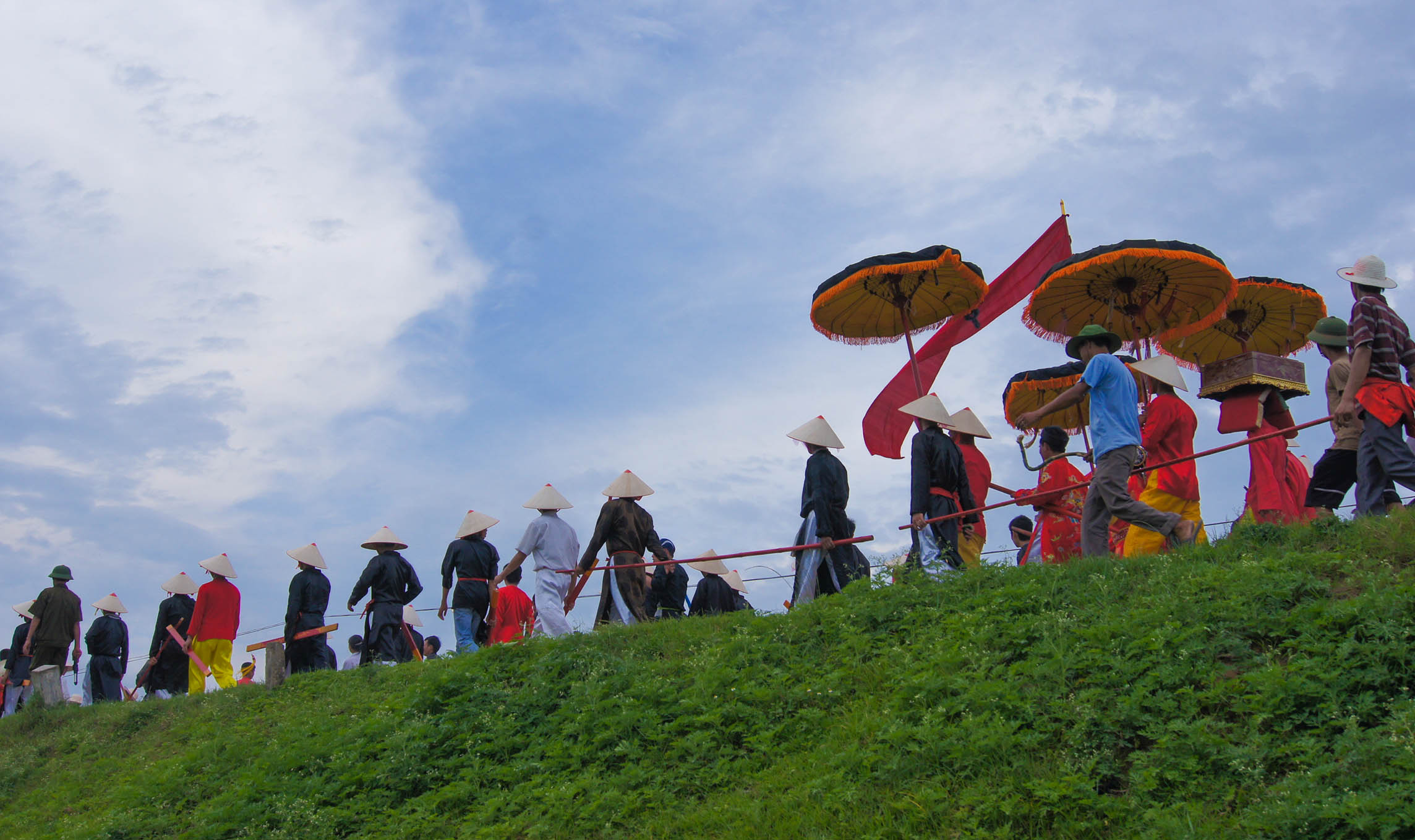
Die Sänftenprozession Thánh Gióngs beim Phù-Đổng-Gióng-Festival

Das Phù-Đổng-Gióng-Fest findet seit Gióngs Sieg gegen die Shang-Dynastie statt und wurde im 11. Jahrhundert während der Herrschaft von Lý Thái Tổ, der Gründer der Lý-Dynastie, offiziell zum Nationalfeiertag. Im Jahr 2010 hat die UNESCO das Phù-Đổng-Gióng-Fest in die Liste des immateriellen Kulturerbes aufgenommen. Die UNESCO hat das Phù-Đổng-Gióng-Fest um 22:20 Uhr (UTC+7) offiziell als immaterielles Weltkulturerbe der Menschheit anerkannt.
Das Phù-Đổng-Gióng-Fest wird jedes Jahr am 4. Tag des vierten Monats des Mondkalenders im Dorf Phù Đổng, Bezirk Gia Lâm, Hanoi gefeiert. Dieses Fest würdigt Thánh Gióng, der das Land von den Invasoren beschützte. Die Menschen müssen ihren Auftritt für dieses Fest vom 1. Tag des dritten Monats vom Mondkalender bis zum 5. Tag des vierten Monats vorbereiten. Am 6. des vierten Monats beginnt das Fest mit der Gebetszeremonie für das Wetter. Am 7. Tag des vierten Monats bringen Dorfbewohner Tabletts mit vegetarischem Essen mit, um die Spende des Essens der Dorfbewohner für Thánh Gióng. Das Fest setzt das Ritual bis zum 12. Tag des vierten Monats fort.